# 내털리 크릴
내털리 크릴(Natalie Krill, 1983년 2월 4일 ~ )은 캐나다의 배우, 전직 댄서이다.

## 출연 작품
- 몰리스 게임 (2017)
- 빌로우 허 (2016)
- 애프터 더 볼 (2015)
- 리멤버: 기억의 살인자 (2015)
- 메이크 유어 무브 (2014)
- 카지노 잭 (2010)
- 할리우드랜드 (2006)
- 코벤트리의 전설 (2005)